# Tulasí
Tulasí reenvía a este artículo. Si desea ver la planta relacionada con esta diosa, consulte Tulasí (planta).

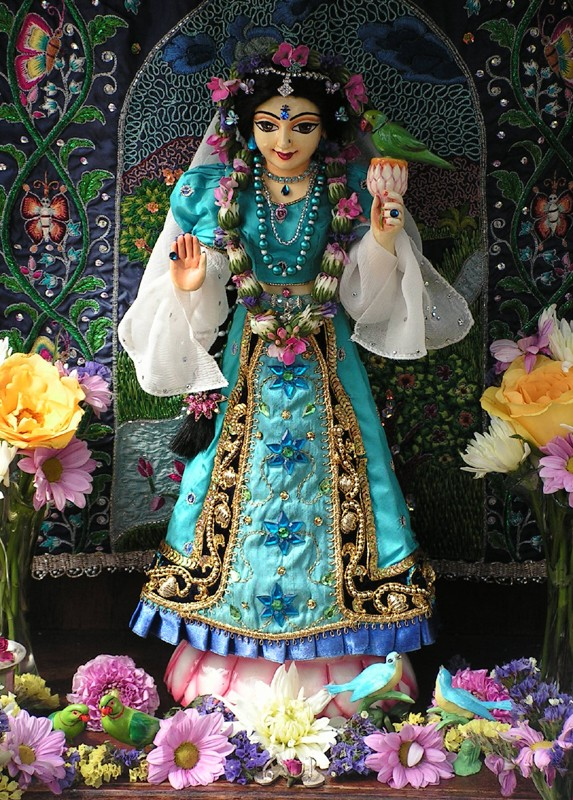
La diosa Vrindā, de quien la diosa Tulasī sería una expansión.

Tulsí es una diosa en las tradiciones religiosas hindúes, descrita en los Puranas.
En sánscrito, el nombre tulasī significa ‘incomparable’.
Según el Bhágavata-purana, el Vaiú-purana y el Padma-purana, la diosa Tulasī está relacionada con la albahaca sagrada, que es una planta adorada por los visnuistas (los adoradores de Visnú o Krisná).
La planta de tulasí es conocida en india con dos formas:
- con hojas oscuras shiama tulsí (‘oscuro’, otro nombre del dios Krisná)
- con hojas claras rama tulsí (la tulasí de Balarám), que es la más usual en la adoración.

Según el Brahma-purana (2, 19), la diosa Tulasī nació del batido del océano de leche y la planta surgió del cabello de la diosa.
Según los gaudía vaisnavas (‘visnuístas de Bengala’, adoradores de Krisná), Tulsí es una diosa, expansión de la diosa y gopi (‘pastora’) Vrindá.
Según los vaisnavas (adoradores de Visnú), Tulsí es una diosa avatar de la diosa Lakshmī) y consorte del dios Visnú.
Tulsí es muy querida de Visnú (visnú-príia).
La primera ofrenda diaria a la deidad de Visnú es una guirnalda de hojas de tulsí.
Tulsí tiene el sexto lugar entre los ocho objetos de adoración en el ritual de consagración del kalasha (contenedor de agua sagrada).

## Leyenda

### Gopí en Vrindávan
De acuerdo con una historia,[cita requerida] Tulsí era una gopī (pastora) de Vrindávan (en el mundo espiritual) que se enamoró del dios Krisná y que por eso fue maldecida por Radhá (la principal gopí amante de Krisná), que la envió a nacer en el mundo material.
Tulsí es mencionada en las historias del Guitá-góvinda (del poeta orissano Yaiádeva Gosuami, en el siglo XII) y en las canciones de la cantautora religiosa Mira Bai (1498-1546).

### La balanza de Krisná
En una historia, cuando las 16.108 esposas de Krisná quisieron saber el peso del dios comparándolo en una balanza con oro, ni siquiera podían equipararlo los ornamentos de su orgullosa segunda esposa Satia Bhama (que era a quien Krisná regalaba más adornos).
En cambio una sola tulasī-pattra (hoja de tulsí) puesta en la balanza por su primera esposa, la humilde Rukmini, equilibró la balanza.

### Tulsi vivaja
Tulsí contrae matrimonio ceremonialmente cada año en el día ekadashí (‘undécimo’) después de la luna nueva del mes de Kártika (a mediados de octubre, en el calendario lunisolar hindú).
Este festival dura cinco días y concluye el día de luna llena.
Este ritual se llama Tulsí Vivaja e inaugura la estación anual de casamientos en India.
En el norte de la India, la comunidad goudía vaisnava realizan la celebración del Tulsí vivaja (casamiento de Tulsí), en que la diosa Tulsí se casa con el dios Krisná en su forma como Shilá (piedra esférica negra sagrada, de menos de 10 cm de diámetro).
Otra celebración se llama Tulsí Ekadashí, en que Tulsí se adora en un día de ekadashí.
Otro nombre de la diosa Tulsí Deví en la tradición krisnaísta es Vrindá Devī (‘la diosa de Vrindavan’).

### Adoración (puyá)

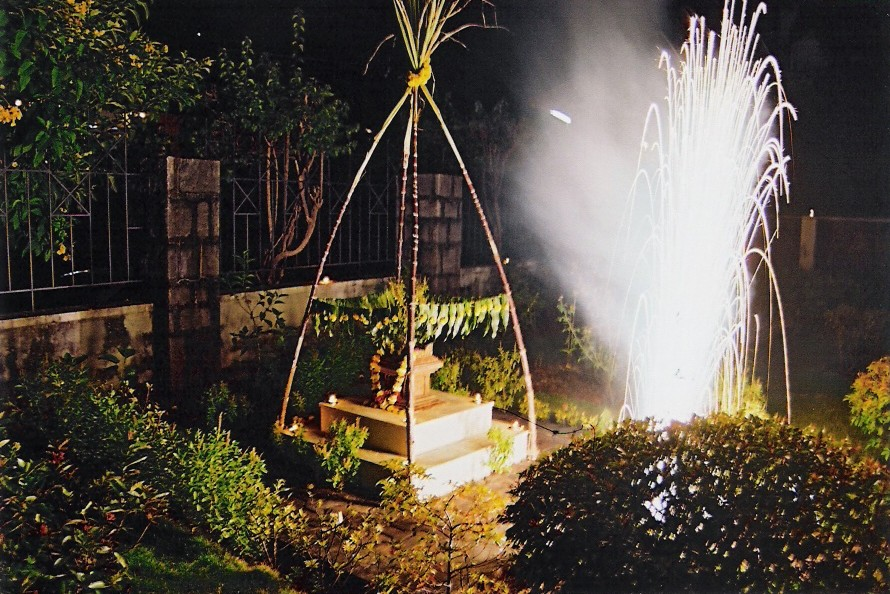
Una planta de tulsí decorada para la adoración.

Los seguidores de las tradiciones hindúes frecuentemente tienen una maceta con una planta de tulsí en el frente de sus casas.
Cada año, en el día llamado kartik shukla dvadashi (unas dos semanas después del festival Diwali) las plantas de tulsí se decoran con estructuras hechas de cañas de azúcar, hojas y flores de mango y se adoran mediante un puyá (una forma de adoración hindú).

En algunos sitios de la India, las personas también encienden pirotecnia.